# Antropocentrisme

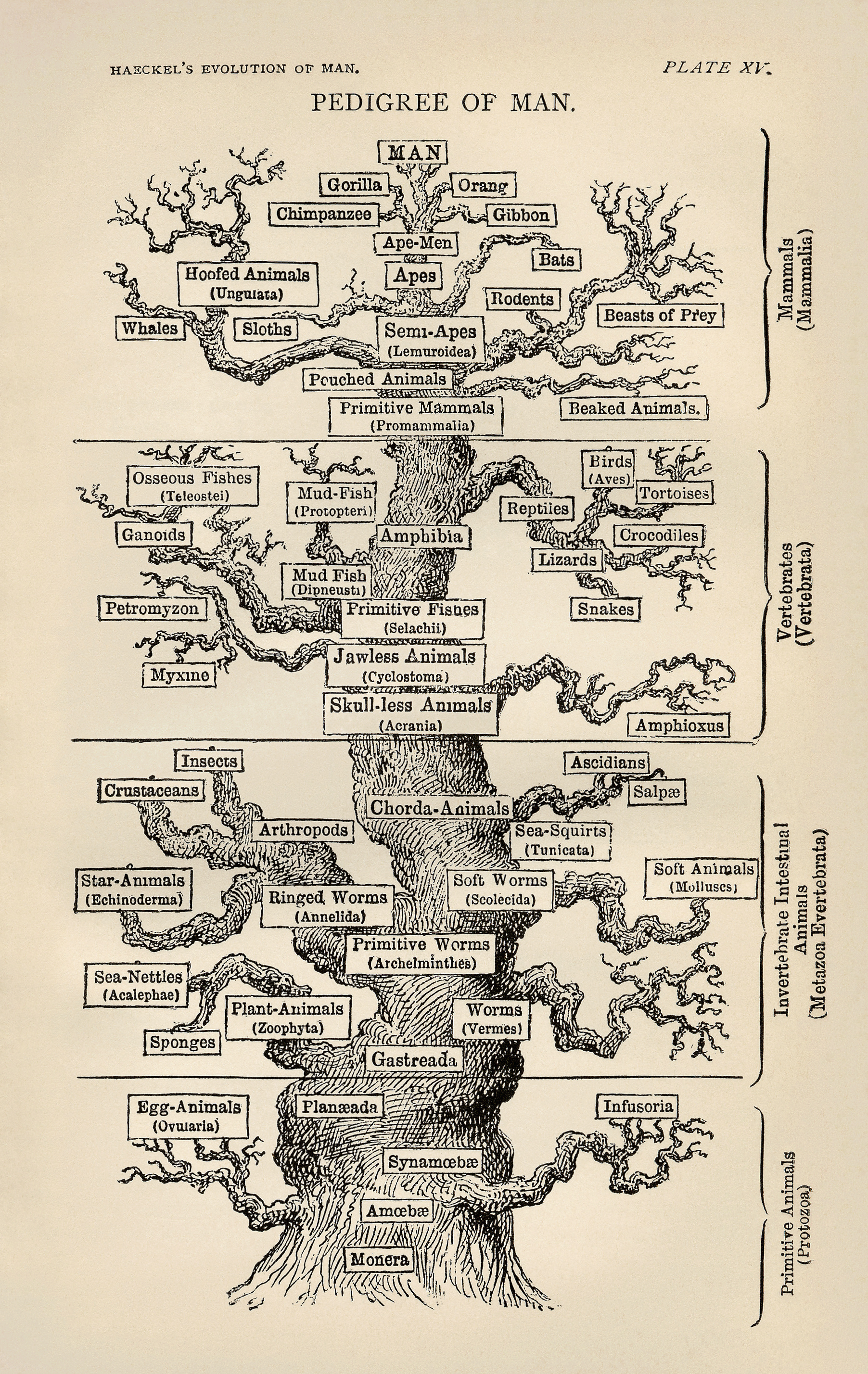
L'arbre de la vida de Haeckel, amb el propòsit de desenvolupament de l'ésser humà

L'antropocentrisme és una concepció que considera l'ésser humà i les seves necessitats com el centre de l'univers. Cal no confondre'l amb l'androcentrisme, que considera l'home i les seves necessitats com al centre de l'univers.
Aristòtil és qui va desenvolupar la teoria proposada, però no es va imposar com a hegemònica fins al Renaixement, ja que l'edat mitjana defensava un teocentrisme: Déu com a centre de tot. No és fins a mitjan segle xvii que les idees van canviar i que es va admetre que la Terra i els humans no són el centre de l'univers.
L'antropologia cristiana posa l'individu al centre de la seva reflexió, no perquè sigui el centre del món, sinó perquè és l'única criatura dotada de raó.